# دیپلماسی (فیلم ۲۰۱۴)
«دیپلماسی» (فرانسوی: Diplomatie‎) فیلمی در ژانر درام به کارگردانی فولکر اشلوندورف است که در سال ۲۰۱۴ منتشر شد. از بازیگران آن می‌توان به آندری دوسولیه و روبرت اشتادلوبر اشاره کرد.